# Conquista medo-babilonese dell'Impero assiro
La conquista medo-babilonese dell'Impero assiro fu l'ultima guerra combattuta dall'Impero neo-assiro tra il 626 e il 609 a.C. 
Succedendo a suo fratello Ashur-etil-ilani (regno 631-627 a.C.), il nuovo re d'Assiria, Sin-shar-ishkun (regno 627-612 a.C.), fu immediatamente affrontato dalla rivolta di uno dei principali generali di suo fratello, Sin-shumu-lishir, che tentò di usurpare il trono per sé stesso. Sebbene questa minaccia sia stata affrontata in tempi relativamente brevi, l'instabilità causata dalla breve guerra civile potrebbe aver reso possibile ad un altro generale, Nabopolassar (regno 626-608 a.C.), di prendere il potere a Babilonia. L'incapacità di Sin-shar-ishkun di sconfiggere Nabopolassar, nonostante i ripetuti tentativi nel corso di diversi anni, permise a Nabopolassar di consolidare il potere e di fondare l'Impero Neo-Babilonese, ripristinando l'indipendenza babilonese dopo oltre un secolo di dominio assiro. L'impero neo-babilonese si alleò allora con l'impero dei Medi di recente formazione sotto il re Ciassare (regno 625-585 a.C.) e mosse contro la madrepatria assira. Nel 614 a.C. i Medi conquistarono e saccheggiarono Assur, il cuore cerimoniale e religioso dell'Impero assiro, e nel 612 a.C. l'armata medo-babilonese attaccò e razziò Ninive, la capitale assira. Il destino di Sin-shar-ishkun è sconosciuto ma si presume che sia morto in difesa della sua capitale. Gli successe come re Assur-uballit II (regno 612-609 a.C.), forse suo figlio, che radunò ciò che restava dell'esercito assiro nella città di Harran e, sostenuto da un'alleanza con l'Egitto, governò per tre anni tentando inutilmente di resistere all'invasione medo-babilonese.

## Antefatto

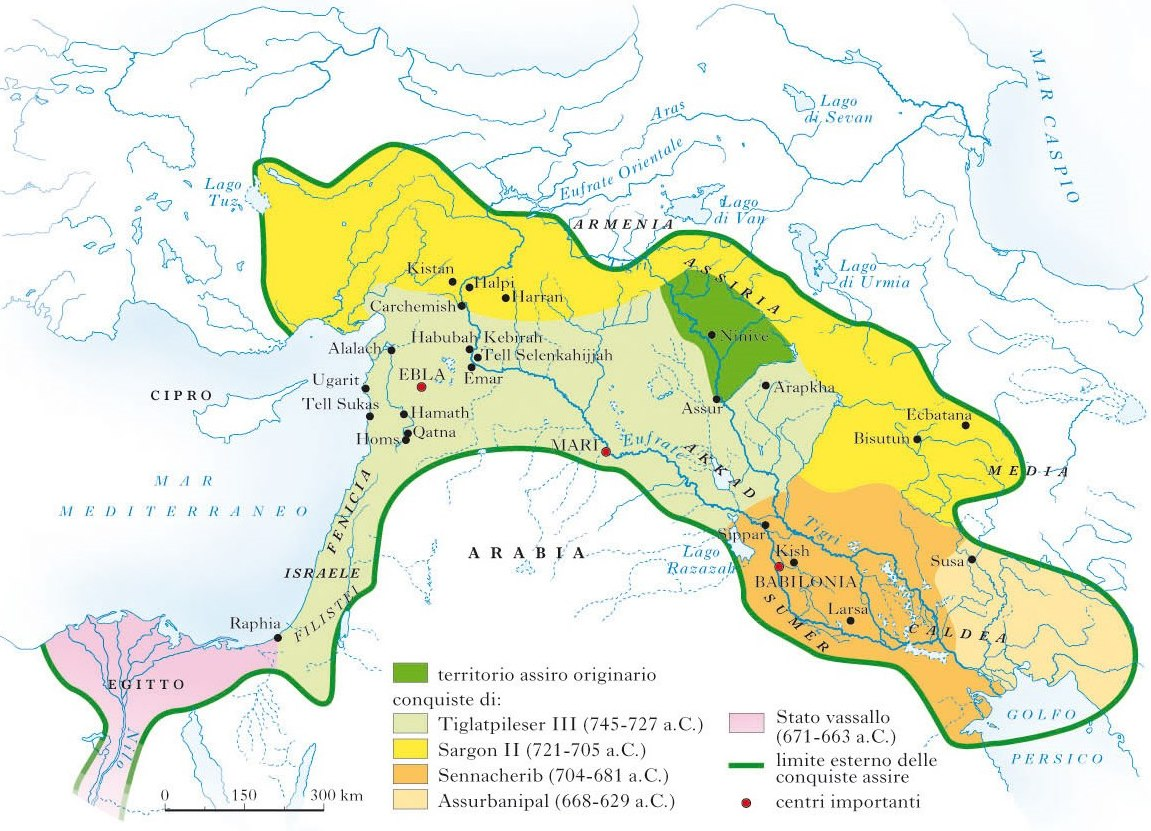
L'Impero neo-assiro all'apice della sua potenza (regno di Assurbanipal, 668-631 a.C.).

L'Impero neo-assiro emerse nel X secolo a.C. e raggiunse il suo apice nell'VIII e VII secolo a.C., succedendo all'impero medio-assiro (1366-1074 a.C.) come il più grande impero che il mondo avesse mai visto. Durante il regno di Assurbanipal, controllava o teneva in vassallaggio la maggior parte delle nazioni e delle città-stato dal Caucaso a nord (attuali Armenia, Georgia e Azerbaigian) fino all'Egitto, Arabia e Nubia a sud, Iran centrale a est, Cipro e le coste mediterranee elleniche e fenicie dell'Anatolia e del Levante a ovest.
Tuttavia, quando Assurbanipal morì per cause naturali (631 a.C.), suo figlio e successore Assur-etil-ilani incontrò opposizione e disordini, un evento comune nella storia assira. Un funzionario assiro chiamato Nabu-rihtu-usur tentò di usurpare il trono assiro con l'aiuto di un altro funzionario, Sin-shar-ibni, ma il re, probabilmente con l'aiuto di Sin-shumu-lishir, fermò Nabu-rihtu-usur e Sin-shar-ibni che schiacciano la cospirazione in tempi relativamente brevi. Tuttavia, è possibile che alcuni vassalli dell'Assiria usassero il regno di quello che percepivano come un sovrano debole per liberarsi dal controllo assiro e persino attaccare gli avamposti assiri. Intorno al 628 a.C., Giosia, il re-vassallo di Giuda nel Levante, estese il suo paese in modo che raggiungesse la costa, catturando la città di Ashdod e stabilendovi alcuni del suo popolo. La fine di Ashur-etil-ilani non è chiara ma si presume spesso, senza alcuna prova a sostegno, che suo  Sin-shar-ishkun lo abbia combattuto per il trono succedendogli nella metà del 627 a.C. Più o meno nello stesso periodo, il re vassallo di Babilonia, Kandalanu, morì e Sin-shar-ishkun divenne anche sovrano di Babilonia, come dimostrato dalle sue iscrizioni nelle città meridionali come Nippur, Uruk, Sippar e la stessa Babilonia.
La situazione sui confini dell'impero non era più rosea. Gli Assiri, secondo i resoconti dei loro registri, erano stati governanti brutali anche per gli standard del tempo ed avevano così accumulato molti nemici fino a quel momento impotenti: Medi, Persiani, Sciti e Cimmeri si fecero sempre più irrequieti. Gli Assiri avevano sperperato le loro risorse militari ed economiche in una lotta su tre fronti per mantenere il potere in Egitto, condurre una guerra costosa ma vittoriosa contro gli Elamiti e reprimere le ribellioni dei babilonesi nella Mesopotamia meridionale, mentre il cuore del loro impero era stato in gran parte in pace. I monarchi assiri scrivevano costantemente di pericoli interni, paura degli intrighi di palazzo e temevano una ribellione.

## Gli scontri

### Ascesa di Babilonia

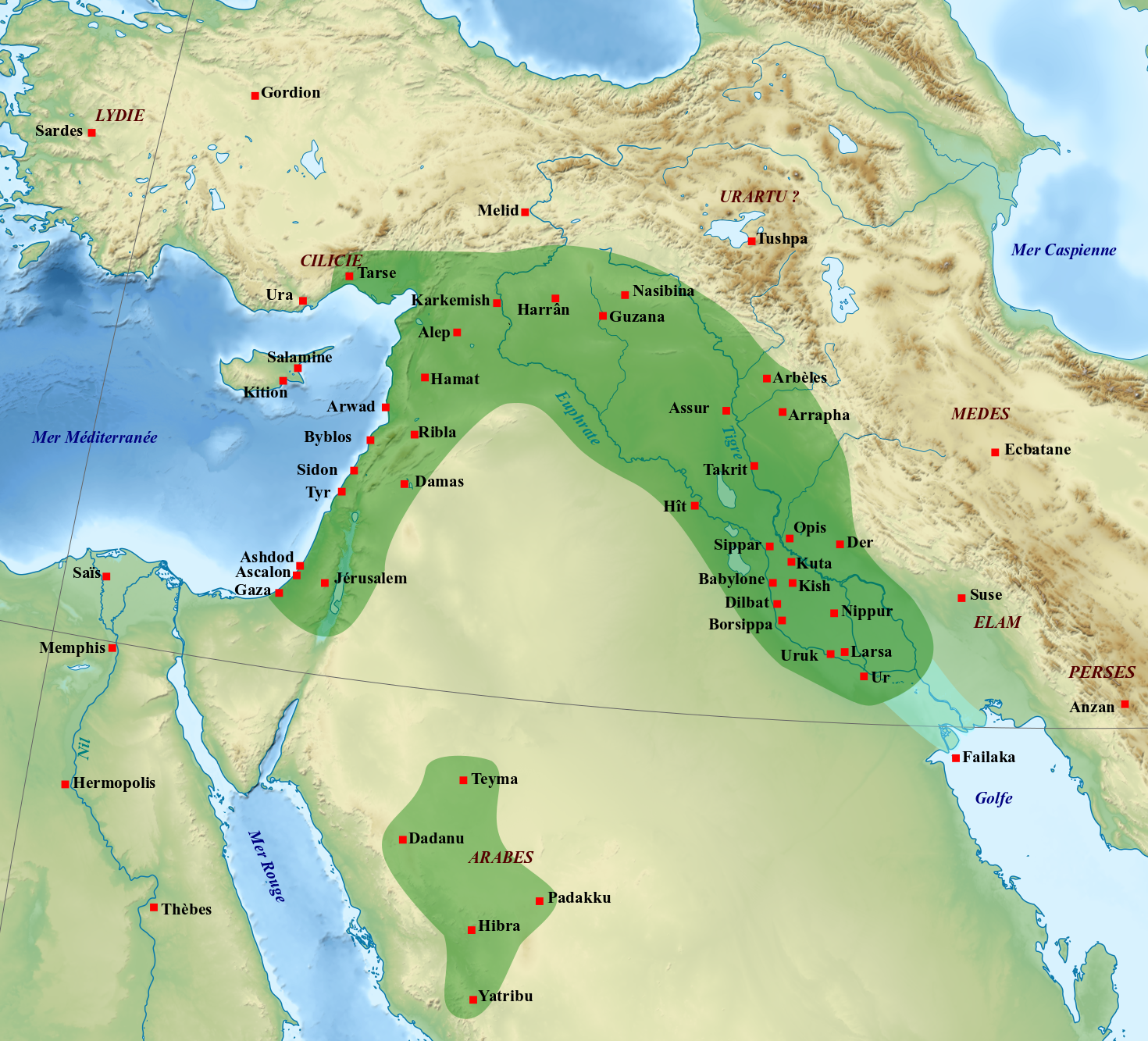
L'impero neo-babilonese sotto Nabonide (regno 556-539 a.C.)

Il governo di Sin-shar-ishkun su Babilonia non durò a lungo poiché, quasi immediatamente dopo la sua ascesa al trono, il generale Sin-shumu-lishir gli si ribellò. Sin-shumu-lishir era stata una figura chiave durante il regno di Ashur-etil-ilani, reprimendo diverse rivolte e divenendo (forse) leader de facto del paese. Percependo il nuovo re come un pericolo per la sua posizione, Sin-shumu-lishir usurpò il trono babilonese: assoggettò alcune città nel nord del territorio babilonese, tra cui Nippur e la stessa Babilonia, e vi regnò per tre mesi prima di essere sconfitto da Sin-shar-ishkun. Il governatore di Babilonia, il caldeo Nabopolassar, forse sfruttando l'instabilità politica causata dalla precedente rivolta (a cui poteva forse aver egli stesso partecipato) e dall'interregno in corso nel sud, assalì Nippur e Babilonia. All'indomani di un fallito contrattacco assiro, Nabopolassar fu formalmente incoronato re di Babilonia il 22/23 novembre 626 a.C. ripristinando Babilonia come regno indipendente.
Nel triennio 625-623 a.C. le forze di Sin-shar-ishkun tentarono nuovamente di sconfiggere Nabopolassar, conducendo una campagna nella Babilonia settentrionale. Le campagne assire ebbero inizialmente successo, conquistando la città di Sippar nel 625 a.C. e respingendo il tentativo di Nabopolassar di riconquistare Nippur. Anche un altro stato-vassallo, Elam, smise a questo punto di rendere omaggio all'Assiria mentre diverse città babilonesi, come Der, si univano alla rivolta di Nabopolassar. Rendendosi conto della minaccia che ciò rappresentava, Sin-shar-ishkun guidò personalmente un massiccio contrattacco che portò alla riconquista di Uruk nel 623 a.C. Sin-shar-ishkun avrebbe potuto eventualmente essere vittorioso ma un'altra rivolta, guidata da un generale assiro, si verificò nelle province occidentali dell'impero nel 622 a.C. Questo generale, il cui nome rimane sconosciuto, approfittò dell'assenza di Sin-shar-ishkun per marciare su Ninive, ove incontrò un esercito che gli si arrese senza combattere e gli lasciò usurpare il trono assiro: tutti fatti corroboranti la tesi che si trattasse di un membro della famiglia reale o comunque un dignitario formalmente accettabile come re. Sin-shar-ishkun abbandonò quindi la sua campagna babilonese per sconfiggere l'usurpatore, portando a termine il compito dopo circa cento giorni di guerra civile. L'assenza dell'esercito assiro permise ai ribelli babilonesi di conquistare gli ultimi avamposti assiri rimasti a Babilonia nel 622-620 a.C. L'assedio babilonese di Uruk cominciò nell'ottobre del 622 a.C. ed entro il 620 a.C. il controllo dell'antica città era saldamente nelle mani dei babilonese, mentre Nabopolassar consolidava il suo dominio su Babilonia. Negli anni successivi, i babilonesi ottennero diverse altre vittorie contro gli assiri ed entro il 616 a.C. le forze di Nabopolassar avevano raggiunto il fiume Balikh. Il faraone Psammetico I, alleato dell'Assiria, intervenne a questo punto in aiuto di Sin-shar-ishkun. Il faraone egiziano aveva condotto negli ultimi anni una campagna espansionistica ai danni delle piccole città-stato del Levante ed era nel suo interesse che l'Assiria sopravvivesse come stato cuscinetto tra il suo impero e quelli dei Babilonesi e dei Medi a est. Una campagna congiunta egiziano-assiro per catturare la città di Gablinu fu intrapresa nell'ottobre del 616 a.C. ma si concluse con una sconfitta dopo la quale gli alleati egizi si mantennero a ovest dell'Eufrate, offrendo solo un sostegno limitato. Nel 616 a.C., i babilonesi sconfissero le forze assire ad Arrapha e le respinsero al Piccolo Zab. Sebbene il tentativo di Nabopolassar di prendere Assur, il centro cerimoniale e religioso dell'Assiria, nel maggio dell'anno successivo fallì e lui si ritirò a Tikrit, gli Assiri non riuscirono a scacciarlo da lì.

### Intervento dei Medi

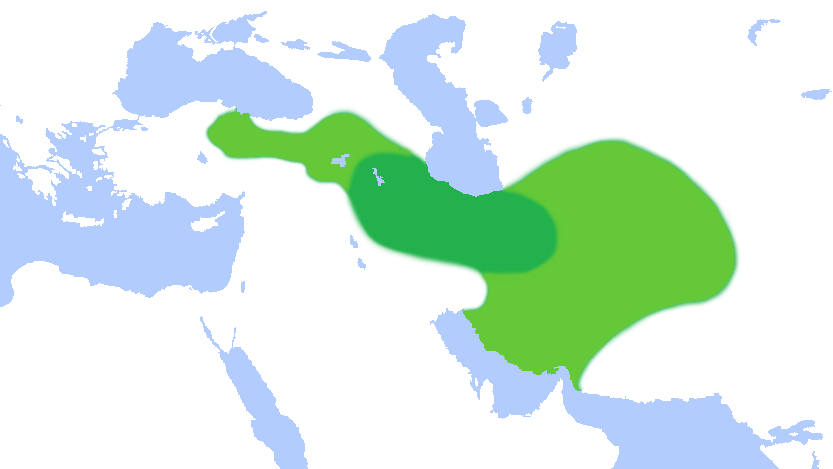
Mappa dell'Impero dei Medi nella sua massima estensione (VI secolo a.C.), secondo Erodoto.

Nell'ottobre o nel novembre del 615 a.C., Ciassare, Re dei Medi e condottiero di un'orda comprendente il grosso delle popolazioni indoeuropee dell'Altopiano iraniano (Persiani, Cimmeri e Sciti), invase l'Assiria e conquistò la regione intorno alla città di Arrapha in preparazione per una grande campagna finale contro gli Assiri. Nello stesso anno, sconfisse Sin-shar-ishkun nella battaglia di Tarbisu, poi (614 a.C.) conquistò Assur, saccheggiando la città e uccidendo molti dei suoi abitanti dopo la sua cattura. Nabopolassar arrivò ad Assur solo dopo che il saccheggio era già iniziato e ivi s'incontrò con Ciassare, alleandosi con lui e firmando un patto anti-assiro. Poco dopo, Sin-shar-ishkun fece il suo ultimo tentativo di contrattacco, muovendo incontro a Nabopolassar che assediava Rahilu ma i Babilonesi si ritirarono prima che la battaglia potesse avere luogo. Nel 612 a.C., Medi e Babilonesi unirono le loro forze per assediare Ninive e dopo un lungo e brutale assedio, la città fu presa dalle forze alleate (con i Medi che giocarono il ruolo principale nella caduta della città). Sebbene il destino di Sinsharishkun non sia del tutto certo, è comunemente accettato che sia morto in difesa di Ninive.

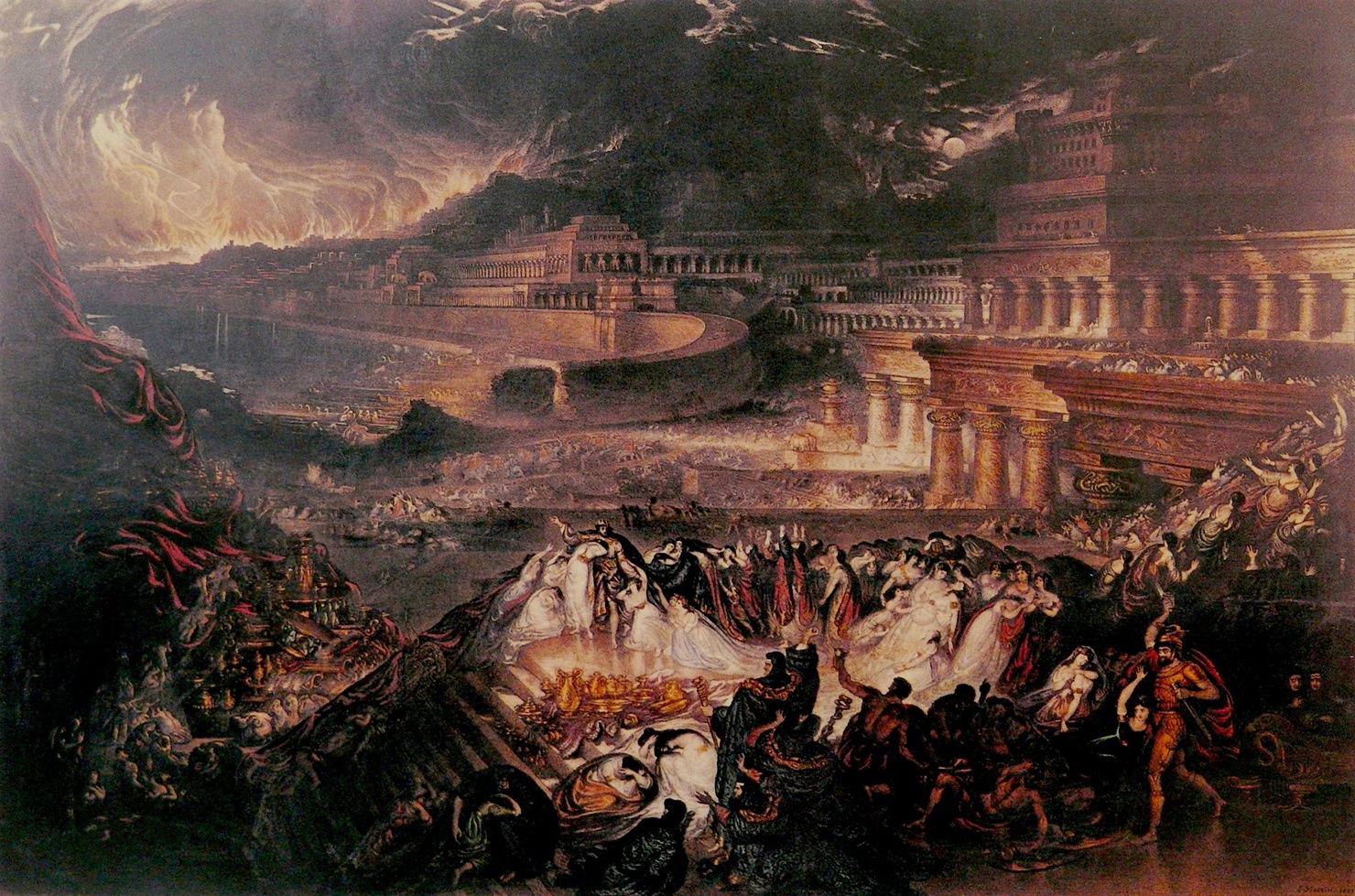
La caduta di Ninive - John Martin.

Con la distruzione di Assur nel 614 a.C., il tradizionale rituale di incoronazione assiro era ormai impossibile, quindi Assur-uballit II ebbe un'incoronazione ad Harran e prese questa città come sua capitale. Sebbene i babilonesi lo vedessero come il re assiro, i pochi sudditi che Ashur-uballit II si governò probabilmente non condividevano questo punto di vista. Piuttosto, il titolo formale di Ashur-uballit era principe ereditario (mar šarri, lett. "Figlio del re"). Tuttavia, il fatto che Ashur-uballit non sia formalmente re non indica che la sua pretesa al trono sia stata contestata bensì solo che doveva ancora portare a termine la cerimonia tradizionale. L'obiettivo principale di Ashur-uballit sarebbe stato quello di riconquistare il cuore assiro, inclusi Assur e Ninive. Sostenuto dalle forze dei suoi alleati, l'Egitto e i Mannei, questo obiettivo era probabilmente visto come del tutto possibile e il suo governo ad Harran e il suo ruolo di principe ereditario (e non legittimamente incoronato re) probabilmente sembravano una semplice ritirata temporanea. Invece, il governo di Ashur-uballit ad Harran compone gli ultimi anni dell'Impero Assiro che a questo punto aveva effettivamente cessato di esistere. Dopo che Nabopolassar stesso aveva viaggiato nel cuore assiro recentemente conquistato nel 610 a.C. per garantire la stabilità, l'esercito medo-babilonese si imbarcò in una campagna contro Harran nel novembre del 610 a.C. Intimidito dall'avvicinarsi dell'esercito medo-babilonese, Ashur-uballit e un contingente di rinforzi egiziani fuggirono dalla città nei deserti della Siria. L'assedio di Harran durò dall'inverno del 610 a.C. all'inizio del 609 a.C. e la città alla fine capitolò. Il fallimento di Ashur-uballit ad Harran segna la fine dell'antica monarchia assira, che non sarebbe mai stata restaurata.
Dopo che i babilonesi avevano governato Harran per tre mesi, Ashur-uballit e una grande forza di soldati egiziani tentarono di riprendere Harran ma questa campagna fallì disastrosamente: gli assiro-egizi assediarono la città dal luglio/giugno 609 a.C. ad agosto/settembre, ritirandosi quando Nabopolassar li raggiunse con il suo esercito, scacciandoli, seppur è possibile che si fossero ritirati anche prima.

## Conseguenze
Il destino finale di Ashur-uballit è sconosciuto e il suo assedio di Harran nel 609 a.C. è l'ultima volta che lui, o gli Assiri in generale, vengono menzionati nei documenti babilonesi. Dopo la battaglia di Harran, Nabopolassar riprese la sua campagna contro il resto dell'esercito assiro all'inizio dell'anno 608 o 607 a.C. Si pensa che Ashur-uballit fosse ancora vivo a questo punto, poiché nel 608 a.C. il faraone egiziano Necao II, successore di Psammetico I, guidò personalmente un grande esercito egiziano nell'ex territorio assiro per salvare il suo alleato e invertire le sorti della guerra. Perché non si fa menzione di una grande battaglia tra egizi, assiri, babilonesi e medi nel 608 a.C. (è improbabile che una battaglia tra le quattro più grandi potenze militari dei loro giorni sia stata dimenticata e lasciata fuori dalle fonti contemporanee) e non viene menzionata successivamente di Ashur-uballit, è possibile che sia morto ad un certo punto nel 608 a.C. prima che i suoi alleati e i suoi nemici potessero scontrarsi in battaglia. Rowton ipotizza che Ashur-uballit avrebbe potuto vivere fino al 606 a.C. ma a quel punto l'esercito egizio è menzionato nelle fonti babilonesi senza alcun riferimento agli Assiri o al loro re.
Sebbene Ashur-uballit non sia più menzionato dopo il 609 a.C., le campagne egizie nel Levante continuarono fino alla loro schiacciante sconfitta nella battaglia di Karkemiš nel 605 a.C. Per tutto il secolo successivo, l'Egitto e Babilonia, messi in contatto diretto l'uno con l'altro dalla caduta dell'Assiria, sarebbero stati spesso in guerra tra loro per il controllo della Mezzaluna Fertile.
Il rapido crollo del potere assiro rimane un grande mistero ma è chiaro che i Medi abbiano avuto un ruolo in esso.

### Fonti
- Cronache babilonesi - ed. standard in (EN) Grayson AK, Assyrian and Babylonian Chronicles, 1975, ISBN 978-1575060491.

### Studi
In italiano
- Mario Liverani, Antico Oriente: storia, società, economia, nuova ed., Bari-Roma, Laterza, 2009  [1988], ISBN 978-88-420-9041-0.
- Vincenzo Mistrini, Gli assiri : la prima superpotenza dell'Oriente Antico, Gorizia, LEG, 2022.

In altre lingue
- (EN) Ahmed SS, Southern Mesopotamia in the time of Ashurbanipal, De Gruyter, 2018, ISBN 978-3-11-139617-0.
- (EN) Bassir H, The Egyptian expansion in the near east in the saite period (PDF), in Journal of Historical Archaeology & Anthropological Sciences, vol. 3, n. 2, 2018,  pp. 196-200.
- (EN) Beaulieu PA, The Fourth Year of Hostilities in the Land, in Baghdader Mitteilungen, vol. 28, 1997,  pp. 367-394.
- (EN) Bertman S, Handbook to Life in Ancient Mesopotamia, OUP USA, 2005, ISBN 978-0-19-518364-1.
- (EN) Boardman J, The Cambridge Ancient History: Volume 3, Part 2, The Assyrian and Babylonian Empires and Other States of the Near East, from the Eighth to the Sixth Centuries BC (PDF), Cambridge University Press, 2008, ISBN 978-1-139-05429-4.
- (EN) Bradford AS, With Arrow, Sword, and Spear: A History of Warfare in the Ancient World, Greenwood Publishing Group, 2001, ISBN 978-0-275-95259-4.
- (EN) Curtis A, Oxford Bible Atlas, Oxford University Press, 2009, ISBN 978-0-19-162332-5.
- (EN) Dandamayev M [e] Grantovskiĭ È, ASSYRIA i. The Kingdom of Assyria and its Relations with Iran, in Encyclopædia Iranica, 1987.
- (EN) Dandamayev M [e] Medvedskaya I, MEDIA, in Encyclopædia Iranica, 2006,  pp. 806-815.
- (EN) Edwards IES, The Cambridge Ancient History, Cambridge University Press, 1970, ISBN 978-0-521-22804-6.
- (EN) Frahm E, A Companion to Assyria, John Wiley & Sons, 2017, ISBN 978-1-4443-3593-4.
- (EN) Healy M, The Ancient Assyrians[collegamento interrotto], Londra, Osprey Publishing, 1991, ISBN 1-85532-163-7, OCLC 26351868.
- (EN) Lipschits O, The Fall and Rise of Jerusalem: Judah Under Babylonian Rule, Eisenbrauns, 2005, ISBN 978-1-57506-095-8.
- Mistrini V, Gli assiri : la prima superpotenza dell'Oriente Antico, Gorizia, LEG, 2022.
- (EN) Na'aman N, Chronology and History in the Late Assyrian Empire (631—619 B.C.), in Zeitschrift für Assyriologie, vol. 81, 1991,  pp. 243-267.
- (EN) Potts DT, A Companion to the Archaeology of the Ancient Near East, John Wiley & Sons, 2012, ISBN 978-1-4443-6077-6.
- (EN) Radner K, Last Emperor or Crown Prince Forever? Aššur-uballiṭ II of Assyria according to Archival Sources, in State Archives of Assyria Studies, vol. 28, 2019,  pp. 135-142.
- (EN) Reade JE, Assyrian eponyms, kings and pretenders, 648-605 BC, in Orientalia (NOVA Series), vol. 67, n. 2, 1998,  pp. 255-265, JSTOR 43076393.
- (EN) Roux G, Ancient Iraq, Londra, Penguin book, 1992, ISBN 978-0-14-012523-8.
- (EN) Rowton MB, Jeremiah and the Death of Josiah, in Journal of Near Eastern Studies, vol. 2, n. 10, 1951,  pp. 128-130, DOI:10.1086/371028.
- (EN) Yildirim K, Diplomacy in Neo-Assyrian Empire (1180-609) Diplomats in the Service of Sargon II and Tiglath-Pileser III, Kings of Assyria, in International Academic Journal of Development Research, vol. 5, n. 1, 2017,  pp. 128-130.